# NGC 5672
NGC 5672 (другие обозначения — IC 1030, UGC 9354, MCG 5-34-68, ZWG 163.77, IRAS14305+3153, PGC 51964) — спиральная галактика (Sb) в созвездии Волопас.
Этот объект входит в число перечисленных в оригинальной редакции «Нового общего каталога».